# Мамонтов, Савва Иванович
Всем, что делал Савва Иванович, тайно руководило искусство.
Са́вва Ива́нович Ма́монтов (2 [14] октября 1841 (по другим данным — 3-го или 4-го), Ялуторовск — 6 апреля 1918, Абрамцево) — русский предприниматель и меценат. Представитель купеческой династии Мамонтовых. Учился на юридическом факультете Московского университета. Азы предпринимательской деятельности осваивал в Закаспийском торговом товариществе (Баку), Шахруде, Милане. В 1869 году, получив по наследству от отца, Ивана Фёдоровича Мамонтова, акции принадлежавшей ему железнодорожной компании, начал активно заниматься железнодорожным строительством. Пик предпринимательской деятельности Саввы Мамонтова пришёлся на последнее десятилетие XIX века, когда он начал осуществлять Северный железнодорожный проект. В 1897 году было закончено строительство дороги Москва — Архангельск. Через два года, в сентябре 1899 года, Мамонтов, не сумевший расплатиться с кредиторами, был арестован и заключён в Таганскую тюрьму. Летом 1900 года суд, на котором Мамонтова защищал адвокат Ф. Н. Плевако, оправдал предпринимателя, однако тот был фактически разорён.
Савва Мамонтов вошёл в историю русского искусства как меценат и покровитель художников и артистов. В Абрамцевском художественном кружке, созданном в принадлежавшем Мамонтову подмосковном имении Абрамцево, сумели раскрыть себя такие живописцы, как Валентин Серов, Константин Коровин, Виктор Васнецов и другие. Мамонтов основал Московскую частную русскую оперу. При его активной поддержке широкая зрительская аудитория смогла познакомиться с исполнительским мастерством Фёдора Шаляпина, который был солистом этого театра во второй половине 1890-х годов. С 1899 года Мамонтов совместно с княгиней Марией Тенишевой финансировал журнал «Мир искусства».
В конце 1900 года, после суда, Мамонтов поселился в доме неподалёку от Бутырской тюрьмы, при гончарной мастерской, перевезённой из Абрамцева. Весной 1902 года особняк на Садовой-Спасской улице, стоявший опечатанным после ареста предпринимателя, был выставлен на торги вместе с художественной коллекцией хозяина. Некоторые произведения попали в Третьяковскую галерею, другие были приобретены Русским музеем. Значительную часть собственного архива Мамонтов завещал создателю театрального музея Алексею Бахрушину.

## Происхождение
Савва Иванович родился 2 [14] октября 1841 (по другим данным — 3-го или 4-го) в сибирском городе Ялуторовске в семье Ивана Фёдоровича и Марии Тихоновны Мамонтовых (девичья фамилия матери — Лахтина). Сведения о его прадеде по отцовской линии крайне скудны; известны лишь имя — Иван — и год рождения: 1730-й. Дед будущего мецената, Фёдор Иванович, жил в Звенигороде, занимался винной торговлей и ушёл из жизни довольно рано. Звенигородцы, оценившие его заслуги в восстановлении города после одного из сражений Отечественной войны 1812 года, воздвигли на могиле Фёдора Ивановича памятник. Его вдова ненадолго пережила мужа. После смерти родителей троих малолетних сирот — Ивана, Михаила и Николая — взяли на воспитание родственники. Иван Фёдорович, фактически выросший в бакалейных лавках, пошёл по отцовской стезе: он торговал вином в Чистополе, Ялуторовске, Пскове, Шадринске и других городах. В 1843 году он вступил в первую купеческую гильдию; позже вошёл в десятку наиболее крупных винных откупщиков России.
В конце 1840-х годов Иван Фёдорович с женой переехали в Москву. К тому времени в их семье росло шестеро детей; Савва был четвёртым. Мамонтовы приобрели просторные апартаменты на Первой Мещанской улице — с большим двором, солидным подъездом, залами, кабинетами и каменной террасой. Дом считался открытым — в число гостей, принимаемых хозяевами, входили московский генерал-губернатор Арсений Закревский, историк Михаил Погодин и предприниматель Василий Кокорев, которого Савва в юношеских дневниках называл «откупным царём». Вместе с Кокоревым Иван Фёдорович, стремившийся вкладывать деньги в самые разные проекты, основал Закаспийское торговое товарищество. Кроме того, Мамонтов построил в Москве несколько отелей и стал главным вкладчиком акционерного общества, занимавшегося строительством Московско-Ярославской железной дороги.
Мария Тихоновна скоропостижно скончалась осенью 1852 года. Савве в ту пору шёл десятый год. После похорон жены Иван Фёдорович продал прежние апартаменты вместе с мебелью и всей хозяйственной утварью и перебрался с детьми в дом на Новой Басманной. Летние месяцы семья, как правило, проводила в подмосковной усадьбе Киреево, купленной Мамонтовым-старшим по рекомендации Василия Кокорева. Иван Фёдорович умер в 1869 году. Киреево он завещал старшему сыну Фёдору; акции железной дороги унаследовал от отца Савва Мамонтов.

## Воспитание, образование
Воспитание в семье Мамонтовых осуществлялось с помощью домашних педагогов. Иван Фёдорович, следуя советам друзей, пригласил из Ревеля гувернёра Фёдора Борисовича Шпехта, который был сторонником жёсткой дисциплины и наказывал детей розгами. Впоследствии, вспоминая о педагогических принципах Шпехта, Савва Иванович писал, что розги оказались действенным методом: «Я же вскоре сделался чистеньким и аккуратным мальчиком». Особое внимание Шпехт уделял иностранным языкам, чередуя занятия немецким с уроками французского. Знание языков пригодилось Савве в младших классах 2-й московской гимназии, куда он поступил в 1852 году. Учёба в гимназии прервалась после третьего класса, когда Иван Фёдорович решил определить сына в закрытое учебное заведение — Горный корпус в Петербурге. Недолгое пребывание в корпусе запомнилось Мамонтову как время муштры и маршировки. Учёба в Петербурге завершилась после того, как Иван Фёдорович узнал о проникшей в стены заведения скарлатине — болезнь унесла жизнь одного из воспитанников. После этого Савва вернулся в московскую гимназию.
В юношеские годы Савва увлёкся театром — в конце 1850-х годов его личный дневник был заполнен записями о спектаклях, которые он не только смотрел, но и анализировал: «„Чужое добро впрок не идёт“ и „Голь на выдумку хитра“. Я эту комедию видел в первый раз, и она на меня произвела сильное впечатление; но как Васильев хорош в роли сына, это просто чудо». Мамонтов не только посещал театры, но и надеялся выступить на сцене в качестве оперного певца — специалисты, с которыми он консультировался, утверждали, что ему нужны занятия вокалом — у юноши «может образоваться хороший голос». Урокам в гимназии Савва уделял гораздо меньше времени, и в его табеле за шестой класс наряду с пятёрками по естественной истории и немецкому языку значились тройки и даже единица за латынь. Вердикт директора гимназии гласил, что для перевода в седьмой — выпускной — класс Савва Мамонтов должен «подвергнуться дополнительному испытанию».
В юности у Саввы была выявлена предрасположенность к туберкулёзу, и летом 1859 и 1860 годов он вместе с наставником Николаем Авенариусом жил на заграничных курортах — лечился минеральными водами и готовился к поступлению в университет. Первые попытки преодолеть вступительные испытания оказались неудачными, и некоторое время Мамонтов числился слушателем профессорского курса лекций. В 1861 году девятнадцатилетний Савва всё-таки стал студентом Петербургского университета; вступительный экзамен по латыни был сдан с помощью подставного лица. Практически сразу юноша перевёлся в другой университет — Московский. Причиной перевода стал петербургский климат — согласно справке доктора Николая Топорова, влажность и переменчивость погоды могли усилить развитие болезни лёгких у Мамонтова. Исследователи не располагают данными о том, сколько курсов он сумел в итоге окончить. Как и в гимназии, учёба в университете интересовала молодого человека отнюдь не в первую очередь — большую часть времени Савва проводил в театральном кружке. Частных театров в ту пору в России ещё не было, однако драмкружки уже существовали. В одном из них, принадлежавшем некоему Секретарёву, Савва впервые вышел на сцену в качестве артиста. В спектакле по пьесе Островского «Гроза» ему досталась роль Кудряша.

## Азы предпринимательской деятельности
Увлечённость Саввы театром настораживала Ивана Фёдоровича: Мамонтов-старший, мечтавший передать сыну свои дела, считал, что тот вместо учёбы предаётся «непозволительным столичным пустым удовольствиям», позволяет себе «музыкантить, петь и кувыркаться в драматическом обществе». В августе 1862 года отец, участвовавший в создании первых нефтепромыслов в Баку, отправил Савву в учреждённое им Закаспийское торговое товарищество. Иван Фёдорович не скрывал, что таким образом он стремился отлучить будущего предпринимателя от богемных соблазнов и привить ему трудолюбие, которое, по его мнению, и являлось «исполнением прямого долга в жизни». Он писал сыну: «Всякий гражданин должен трудиться морально или материально для пользы своей семьи, для пользы общественной и отечественной». Другая причина для такого решения была, вероятно, связана с политическими обстоятельствами. Власти были обеспокоены молодёжными волнениями, начавшимися накануне эпохи реформ; в Петербургском университете произошли беспорядки; среди студентов распространялись листовки и прокламации с призывами к бунтам. 12 июня 1862 года был арестован Чернышевский. Савва также был замечен в студенческих товарищеских собраниях «наивных революционеров». При этом одно лишь присутствие на студенческих «тайных говорильнях» могло стать поводом для ареста. Мамонтов-старший получил анонимное письмо о возможных неприятностях для сына и не стал дожидаться, когда в Московском университете жандармское ведомство начнёт выявлять «неблагонадёжных».
Это было первое в жизни Саввы самостоятельное путешествие. До Баку он добирался речным и морским пароходами. В дирекции Азиатских факторий, которой руководил компаньон Ивана Фёдоровича — Николай Богданович Бекман, молодому человеку была поручена бумажная работа. Жизнь в городе казалась Савве однообразной, и уже через 17 дней после приезда он обратился к отцу с просьбой разрешить вернуться в Москву. Иван Фёдорович отказал. На письме, полученном от сына, он сделал пометку: «Жаль мне Савву, но слава Богу, что он на деле и не дома». В декабре 1862 года Савва отправился в Персию. Выполняя поручения Бекмана, молодой человек постигал тонкости торговли, изучал товары и цены, осваивал систему взаимоотношений с таможней. В июне 1863 года Савве была поручена ответственная миссия — провести почти через почти 500 километров из Шахруда в Мешхед караван из семидесяти верблюдов с товарами и сбыть их. С поручением (подбором товаров, почти месячным путешествием через пустыню и последующей продажей) Савва справился успешно.
Из Мешхеда Савва вернулся сначала в Баку, а осенью 1863 года — в Москву. Врачи констатировали, что после странствий по Востоку организм молодого человека нуждался если не в хирургическом вмешательстве («операция поясницы неизбежна»), то в восстановлении, и зимой отец отправил Савву в Милан. В Италии Савва занимался не только делами (речь шла о торговле шёлком), но и брал уроки вокала, разучивал оперные партии под руководством преподавателей Миланской консерватории. Однако спеть перед зрителями со сцены ни во время итальянской поездки, ни позже, в России, Савве так и не довелось — в конце 1864 года он был срочно вызван отцом телеграммой о находящейся при смерти тётушке и обратно уже не отпущен. Там же, в Милане, Савва впервые встретился с будущей супругой — семнадцатилетней Лизой Сапожниковой, которая путешествовала вместе с матерью.

## Семья
В архиве Саввы сохранился черновой вариант его воспоминаний о первой поездке в Италию: «Вскоре я познакомился с семьёй Сапожниковых, заинтересовался их дочерью. Меня привлекала…» Запись осталась незаконченной. Лиза Сапожникова, по свидетельству людей из ближнего окружения Мамонтовых, к семнадцати годам была вполне сформировавшейся личностью. Девушка, выросшая в семье шелкоторговца Григория Григорьевича Сапожникова, получила неплохое домашнее образование: она музицировала, интересовалась литературой и искусством, что нечасто встречалось в купеческой среде того времени. Определённый художественный вкус ей, вероятно, привила мать — Вера Владимировна Сапожникова (в девичестве — Алексеева). Племянником Веры Владимировны (и, соответственно, Лизиным двоюродным братом) был режиссёр Константин Станиславский.
Когда Савва сообщил Ивану Фёдоровичу о желании жениться на Елизавете Григорьевне, тот в адресованном сыну письме отметил: «Выбор твой указанной невесты Лизы Сапожниковой, если не противоречит сердцу, есть выбор правильный и достойный». Этот брак, с точки зрения Мамонтова-старшего, не выглядел мезальянсом, потому что покойный отец Лизы был купцом первой гильдии, то есть по сословному авторитету он находился на той же ступени, что и Иван Фёдорович. Венчание состоялось 25 апреля 1865 года в Сергиевской церкви имения Киреево. Летом молодая чета отправилась в свадебное путешествие по Италии, причём Савве пришлось предварительно оформить документы об опекунстве над собственной несовершеннолетней женой. По возвращении супруги получили от Ивана Фёдоровича подарок — двухэтажный дом, расположенный на Садовой-Спасской улице.
Елизавета Григорьевна не была подключена к предпринимательской деятельности мужа, но поддерживала его художественно-музыкальные проекты и стремилась создать тёплую, доброжелательную атмосферу для тех представителей творческого сообщества, что приходили к Савве в особняк на Садовой-Спасской или гостили в их усадьбе Абрамцево. Художник Михаил Нестеров в своих воспоминаниях писал:

В Абрамцеве меня пленял не столько сам великолепный Савва Иванович, сколько его супруга Елизавета Григорьевна и та обстановка жизни, которая создавалась вокруг неё. Там было чему поучиться, и я жадно впитывал всё, что давала жизнь в Абрамцеве. <…> Чудная мать, заботливая хозяйка… друг меньшой братии с прекрасной инициативой в области просвещения и прикладных искусств.

## Железнодорожное строительство (1870—1880-е годы)
После первой поездки на Апеннинский полуостров Савва получил от отца капитал, позволивший ему открыть собственное дело, — молодой человек арендовал здание на Ильинке и при участии миланского знакомого Веденисова начал торговать итальянским шёлком. Тогда же Иван Фёдорович начал постепенно знакомить сына с вопросами, связанными с железнодорожным строительством. Немалую поддержку оказывал перспективному предпринимателю и компаньон его отца — учёный Фёдор Чижов. Во многом благодаря его протекции Савва стал кандидатом в правление Троицкой железной дороги.
В 28-летнем возрасте, после смерти отца, Савва Иванович стал членом правления общества Московско-Ярославской железной дороги, а в 1872 году был избран его директором. Как владелец контрольного пакета акций Савва имел право единолично принимать решения по ключевым вопросам развития компании. Так, именно он, невзирая на опасения Чижова и воспользовавшись его отсутствием из-за болезни, решил провести железнодорожную ветку от Ярославля до Костромы и Кинешмы. Чижов боялся убытков, но Савва пошёл на риск, аргументируя тем, что Кострому необходимо связать с внешним миром. Позже он писал, что «дорога была проложена очень аккуратно и дёшево и днесь благоденствует».
В 1875 году в российском правительстве возник вопрос о прокладке Донецкой каменноугольной железной дороги протяжённостью около пятисот вёрст. Во многом благодаря связям Чижова при раздаче концессий приоритет был отдан Савве Мамонтову — его кандидатуру, в частности, поддержал министр путей сообщения Константин Посьет. Дорога связывала сеть малонаселённых шахтёрских посёлков с Мариупольским портом. В 1878 году Донецкая дорога была сдана в эксплуатацию. Рентабельность акционерного общества «Донецкая дорога» ставилась под сомнение некоторыми современниками Саввы, но дорога окупила вложенные средства и стала прибыльной.
Оценивая предпринимательские качества Саввы, исследователи упоминают, что он не был похож на тех представителей купеческого сословия, которые воспринимались обществом как «бородатые угрюмцы в смазных сапогах». Тем не менее современники долгое время оценивали его деятельность с определённой долей скепсиса. Так, в вышедшем в 1884 году «Фельетонном словаре» Михневича указывалось, что Мамонтовы ассоциируются в России с понятием «захудалые купцы». В лексиконе москвичей активно использовались словосочетания «мамонтовские дома», «мамонтовские бани и гостиницы». По замечанию литературоведа Евгения Арензона, прогноз фельетониста, считавшего, что фамилию ждёт скорое забвение, не сбылся: через десять лет после выхода словаря «родовое купеческое имя Мамонтовых стало прочно ассоциироваться не с банями и трактирами, но с железными дорогами и вокзалами».
Коммерческая смелость Саввы, порой граничащая с авантюризмом, склонность к широким жестам и любовь к кутежам сочетались с его эстетическими наклонностями. Традиции старорусской артели он соединил с новыми для того времени принципами менеджмента. Савва широко использовал пиар-кампании; внедрял прогрессивные системы бухгалтерского учёта; платил более высокие, чем было принято в отрасли, зарплаты; разрабатывал системы мотивации; много времени посвящал менеджменту отношений с персоналом, заражая исполнителей на местах свежими идеями и пониманием значимости их деятельности. Наконец, Мамонтов, вкладывавший значительные средства в поддержку русского искусства, стал одним из основоположников социально ответственного предпринимательства.

Мамонтов живёт хорошо, пробавляется художническим дилетантством и дилетантством железнодорожным. Потому мы иногда и враждуем с ним, что я заклятый враг дилетантства; но зато это такая славная природа, что ругаешь его именно потому, что хорошее хочешь видеть лучшим. — Ф. В. Чижов — В. Д. Поленову 5 марта 1875 года

## Абрамцево
Усадьба Абрамцево, расположенная неподалёку от Хотьковского монастыря, более четверти века принадлежала семье писателя Сергея Аксакова. После его смерти в 1859 году «дворянское гнездо» стало постепенно приходить в упадок. Дочь Аксакова Софья Сергеевна решила продать имение. 22 марта 1870 года Мамонтов вместе с женой отправились в Абрамцево. В «Летописи сельца Абрамцева», которую вёл Савва, первая запись воспроизводит впечатления от той поездки: «Дом, хотя и очень хилый на вид, показался нам симпатичным, отодрали теснину на углу — лес здоровый и толстый». После осмотра дома и хозяйственных построек Мамонтовы решили купить имение. Оно было приобретено в начале апреля за 15 000 рублей; купчую оформили на Елизавету Григорьевну Мамонтову.
Исследователи отмечают, что молодая семья «едва ли могла посчитать свою покупку удачной в хозяйственном смысле» — дом нуждался в ремонте, фундамент отсутствовал, на крыше пришлось менять кровлю, полы перестилать. Реконструкция коснулась и главного дома, и всех хозяйственных помещений. Некоторые строения потребовалось просто снести. Для подобной покупки имелись предложения и поближе к Москве, и подешевле, и получше. Не исключено, что на решение Мамонтовых повлияли «обаяние имени» Аксаковых и история имения, тесно связанная с общественно-литературными событиями того времени. Усадьбу при прежнем владельце посещали Николай Васильевич Гоголь, Иван Сергеевич Тургенев, Алексей Степанович Хомяков, Михаил Щепкин, Юрий Самарин и другие известные люди эпохи, а в дневниках восемнадцатилетнего Саввы Мамонтова сохранились восторженные впечатления о книгах Сергея Тимофеевича Аксакова.
Мамонтовы построили новую кухню, переделали людскую, поставили сарай с амбаром, водокачку, баню. Строительство новых объектов шло в течение нескольких лет. К северо-западу от главной усадьбы появился «культурный посёлок», делами в котором заправляла Елизавета Григорьевна. В нём были построены лечебница для крестьян и школа для их детей. В 1873 году Савва осуществил свою давнюю мечту и открыл собственную студию-мастерскую с двумя комнатами для друзей-художников по проекту Виктора Гартмана. В этой студии Савва Иванович занимался лепкой. При школе Елизавета Григорьевна, стремившаяся развивать кустарные промыслы, устроила в 1876 году столярно-резчицкий класс. В нём создавались эскизы резной мебели и утвари, а крестьяне из окрестных сёл имели возможность работать над заказами и получать прибыль за счёт их продажи.
Летом 1877 года в полукилометре от Абрамцева появился «Яшкин дом» — своим названием эта небольшая дача-студия обязана дочери Мамонтовых Вере, которую в раннем детстве шутливо именовали Яшкой. В 1881 году обитатели Абрамцева решили поставить в селе церковь. В «Летописи…» упоминалось, что члены мамонтовского кружка обсуждали этот вопрос «с чертежами и рисунками». Эскизы подготовил Василий Поленов, итоговый проект сделал Виктор Васнецов. Строительство и отделка были завершены в 1882 году.
Интерес со стороны художников к крестьянскому зодчеству стал поводом для организации небольших экспедиций в соседние губернии. Итогом поездок стало появление в абрамцевском парке детской беседки под названием «Избушка на курьих ножках» (1883). Автором архитектурного проекта опять-таки был Виктор Васнецов. Абрамцевские строения оказались разными по стилю, формам, функциональным особенностям. Вся территория представляла собой своеобразную «лабораторию» Саввы, где «он мог создавать всё, что приходилось ему по душе». В 1890 году он устроил на территории усадьбы гончарную мастерскую, первой большой работой которой стало создание изразцовых печей под художественным руководством Михаила Врубеля.

## Абрамцевский художественный кружок
Идея создания Абрамцевского художественного кружка созрела, вероятно, в конце 1872 года, когда Савва, находясь в Италии, сблизился с компанией «русских римлян» — скульптором Марком Антокольским, историком искусства Адрианом Праховым и живописцем Василием Поленовым. После возвращения в Россию Мамонтов написал Поленову: «Вы, серьёзно говоря, не сделаете ошибки, если целым кружком поселитесь в Москве на некоторый срок для работы». Основатели кружка воспринимали объединение как своеобразную семью, членов которой связывало стремление к творческой гармонии. Подобное тяготение к спаянности было одной из примет времени: в конце XIX века в России появились «Среда» Телешова, «Шмаровинские среды», Московское товарищество художников, многочисленные «субботы».
Абрамцево стало местом, куда приезжали не только художники, — там бывали юрист Анатолий Кони, актриса Малого театра Гликерия Федотова, коллекционер Павел Третьяков, сказитель былин Василий Щеголенков, архитекторы Виктор Гартман и Иван Ропет. Абрамцевские гости участвовали в домашних спектаклях, рисовали, сочиняли, музицировали. Михаил Нестеров, впервые появившись в мамонтовской усадьбе, выразил свои впечатления фразами: «Все пишут, играют, поют. Все артисты или друзья артистов». В кружке фактически формировался новый тип «ренессансного человека», творческие способности которого «доходили до универсальности». Между собой кружковцы полушутя называли своё содружество каморрой — они даже поставили одноимённый любительский спектакль; в ходу была абрамцевская версия неаполитанской песни с текстом: «А у нас в каморре — разные таланты. Есть концессионеры, есть и музыканты». Все значимые события из истории объединения фиксировались в «Летописи сельца Абрамцева». В 1894 году вышла в свет книга «Хроника нашего художественного кружка», в которой были собраны пьесы, сочинённые гостями Мамонтовых, эскизы декораций, имена исполнителей и другие подробности.
Как уточнял литературовед Евгений Арензон, не следовало представлять жизнь в имении как стихийные слёты художников, «в летнее время оседавших у Мамонтовых в Абрамцеве в предвкушении дарового стола и всяческих дачных удовольствий»: все визиты согласовывались с хозяевами заранее, каждый гость появлялся в усадьбе с собственными рабочими планами. Поэтому если Илья Репин поселялся в живописной мастерской, то прибывавший чуть позже Виктор Васнецов обустраивался по соседству — на даче в Ахтырке.

У Саввы Мамонтова в Москве и в знаменитом Абрамцеве в 80-х годах минувшего века собирались все, кто лелеял в своей душе новые мечты… Там созидалась очаровательная постановка «Снегурочки» В. Васнецова, там работали Поленов, Головин, Коровин, Врубель, там «выросли» и «воспитались» Левитан, Серов, Якунчикова и многие, многие другие. — Александр Бенуа

### Мамонтовы и члены кружка
Марк Антокольский, стоявший у истоков кружка, появлялся в России нечасто, однако в письмах из Италии выражал свою поддержку всем обитателям имения: «Дорогие мои жители Абрамцева… Хотелось бы мне сидеть среди вас, молча мечтать и душевно отдыхать». В момент знакомства с Мамонтовым скульптор находился в сложной финансовой ситуации. Савва, узнав, что Антокольский пребывает в нужде, не стал предлагать ему открытую денежную помощь, а предоставил заказ на статую «Христос перед судом народа». Позже в письме, адресованном критику Владимиру Стасову, Марк Матвеевич сообщил, что благодаря мамонтовскому кредиту в 2000 рублей, выданному в счёт оплаты за будущую работу, он сумел справиться с финансовым кризисом. В 1878 году созданная им скульптура «Христос перед судом народа» получила орден Почётного легиона на Всемирной выставке в Париже.
Валентин Серов, попавший в Абрамцево в отроческие годы, ещё до образования кружка, подолгу жил («на правах почти родственника») и в имении, и в доме Мамонтовых на Садовой-Спасской. Особую привязанность немногословный подросток испытывал к жене Саввы — Елизавете Григорьевне. Уже в зрелые годы художник признавался своей невесте: «Ты ведь знаешь, как я люблю Елизавету Григорьевну, то есть я влюблён в неё, ну, как можно быть влюблённым в мать. Правда, у меня две матери». В 1887 году в Абрамцеве Серов написал портрет Веры Мамонтовой — картину «Девочка с персиками». Существуют две версии, касающиеся истории этой картины. По одной из них, записанной «по горячим следам» Михаилом Нестеровым, Вера после обеда задержалась за столом, и «до крайности молчаливый Серов» попросил её попозировать. Вторая — семейная — легенда была изложена спустя годы сыном Веры Юрием — он утверждал, что замысел произведения возник у художника, когда он увидел девочку, вбежавшую в дом после игры в казаки-разбойники. Работа над картиной продолжалась больше месяца, и подвижная Вера терпеливо высиживала все сеансы. «В награду за сидение ей полагалась особая порция персиков». Картину «Девочка с персиками» Серов подарил Елизавете Григорьевне Мамонтовой.
Вера позировала и другим представителям кружка: к примеру, у васнецовской «Алёнушки» — глаза дочери Мамонтовых. Знакомство Васнецова с Саввой произошло в тяжёлое для художника время: на состоявшейся в 1878 году передвижной выставке ни одно из его произведений не заинтересовало покупателей. В письме к Крамскому он признавался: «Сижу без денег, и даже взаймы взять негде». Зимой 1879 года Савва заказал Васнецову рисунки для альбома, готовящегося к изданию. Благодаря поддержке Мамонтова живописец сумел рассчитаться с долгами и продолжить работу над начатыми картинами. Затем последовали новые заказы — Савва предложил Васнецову написать красочные панно для железнодорожных вокзалов; при этом сюжеты не оговаривались, и художник получил полную творческую свободу. В результате появились полотна «Бой скифов со славянами», «Ковёр-самолёт», «Три царевны подземного царства». Более десяти лет Васнецов с семьёй жил в Абрамцеве (в основном в «Яшкином доме»). Там он изучал древнерусское искусство, делал этюды. По словам художника, именно «абрамцевские дубы» подсказали ему, «как писать „Богатырей“».
Илья Репин впервые появился в Абрамцеве летом 1877 года. В последующие годы, приезжая в имение, он стремился использовать для работы любой погожий день. Художник просыпался раньше других обитателей усадьбы («Часы утра — лучшие часы моей жизни») и практически ежедневно ходил на этюды в окрестные деревни. В Абрамцеве Репин писал пейзажи, портреты, жанровые зарисовки. Именно там он создал эскизы для таких картин, как «Крестный ход в Курской губернии» (типажи для образов богомолок и урядника были найдены художником в Хотьково), «Не ждали», «Запорожцы пишут письмо турецкому султану». Встретив среди гостей Саввы поэта Николая Вентцеля, Репин сделал беглый набросок; этот эскиз стал началом работы над картиной «Арест пропагандиста». В Абрамцеве Репин написал и портрет Саввы Ивановича. По воспоминаниям сына мецената — Всеволода Мамонтова, его отец ежедневно в 7 часов утра уезжал поездом на работу в Москву, а потому позировать живописцу он мог урывками, в самые ранние часы.
Михаил Врубель и до знакомства с Мамонтовым имел солидных заказчиков и покровителей, однако их отношения со склонным к депрессии художником зачастую завершались конфликтами. Савва оказался тем меценатом, кто с пониманием относился к тонкой душевной организации живописца. В дом Мамонтовых на Садовой-Спасской Врубель впервые прибыл осенью 1889 года; он был тепло принят хозяевами и почти сразу получил заказ — Савва Иванович предложил гостю подготовить декорации к спектаклю по собственной драме «Царь Саул». Мамонтов продемонстрировал максимальное доверие, отказавшись обсуждать с художником трактовку будущих изображений и предложив ему проявить фантазию. В доме Мамонтовых уставший от прежних неудач Врубель получил условия для творчества. В письме сестре, датированном маем 1890 года, он сообщал, что живёт в кабинете Саввы Ивановича: «Обстановка моей работы — превосходная». Там он написал «Сидящего демона» и другие картины. Мамонтов, зная, как нуждается Михаил Александрович в поддержке, постоянно заказывал ему новые работы и сам же их покупал. Так, несмотря на обширные связи в среде архитекторов, проект флигеля для своего московского дома Савва заказал именно Врубелю.

## Личность. Оценки современников
Современники порой именовали Мамонтова «Саввой Великолепным» — по аналогии с прозванием Лоренцо Медичи. Впервые это определение применил по отношению к хозяину Абрамцева, вероятно, Михаил Нестеров, причём в ироничном контексте. Однако насмешливый посыл, изначально заложенный художником, не прижился — в отличие от самого прозвища. Сравнение с Лоренцо Великолепным означало, что, подобно флорентийскому покровителю искусств, Мамонтов стремился поддерживать перспективных творцов, а также указывало на его интуицию, размах в любых видах деятельности, умение заразить окружающих новыми идеями и одновременно — на «художественный деспотизм» мецената. О деспотизме Саввы, его любви к блеску и «громкой славе» упоминал и Александр Бенуа; правда, при этом историк искусства ставил Мамонтова на одну ступень с Сергеем Дягилевым.
Савва Иванович не относился к числу социальных реформаторов своей эпохи, но в нём был заложен дар неформального организатора, способного заметить, воодушевить и мотивировать талантливых людей. Авторитет мецената весомо влиял и на репутацию опекаемых им молодых художников — к примеру, про первое общественное признание Валентина Серова Игорь Грабарь писал так: «Ни для кого не было секретом, что на горизонте появилось новое яркое дарование, а связь с Мамонтовым и покровительство Саввы Ивановича были для Москвы решающими».
Отзывы о Мамонтове разнились. Так, скульптор Марк Антокольский писал непосредственно после знакомства с Саввой, что тот относится к числу «самых прелестных людей с артистической натурой». Дочь Василия Поленова Наталья вспоминала о речевых особенностях мецената: разговоры с ним редко были спокойными — говорил он обычно громко и образно, обрушивая на собеседника «какие-то каскады слов» и сопровождая реплики энергичной жестикуляцией. Режиссёр Константин Станиславский, будучи двоюродным братом Елизаветы Григорьевны Мамонтовой, рассказывал, что среди его первых детских впечатлений — появление Саввы в любительском спектакле: «железнодорожный магнат» оглушил зрителей сокрушительным басом и ударами хлыста. Его экстравагантность и артистизм проявлялись и вне сцены — к примеру, в подмосковной деревне Мамонтов мог ходить в длинном итальянском плаще с серебряными вставками и широкополой шляпе. Даже суд над Мамонтовым, по утверждению Станиславского, стал его своеобразным бенефисом.
Виктор Васнецов в момент знакомства с Саввой обратил внимание на его внешность: «Большие, сильные, я бы даже сказал, волевые глаза, вся натура стройная, складная, энергичная, богатырская, хоть среднего роста, обращение прямое, откровенное». Художники неоднократно обращались к изображению Мамонтова. Один из портретов, написанный в 1897 году Михаилом Врубелем, возможно, соединяет многообразие мнений о «Савве Великолепном»: в герое картины совместились «надменность независимого богача, артистическая вальяжность, гедонизм и мощь былинного героя».

## Русская частная опера

### Становление театра
Музыка была постоянным фоном как в Абрамцеве, так и в доме Мамонтовых на Садовой-Спасской. Там работали хоровой кружок и возглавляемый Саввой Ивановичем оркестр мандолинистов, который состоял из гостей и родственников предпринимателя. Затем к любителям примкнули профессионалы — Мамонтов начал приглашать к себе преподавателей консерватории и певцов из театральных коллективов. Импровизированные концерты (участники которых иронично называли себя «общественными ревунами») постепенно переросли в серьёзные занятия — в 1882 году Савва решил поставить оперу. Для дебюта был выбран третий акт «Фауста» Шарля Гуно; позже подготовили постановку по «Виндзорским проказницам». Через два года в Абрамцеве состоялась премьера оперы Николая Кроткова «Алая роза». В дальнейшем фамилия Кротков стала фигурировать в названии театра, открытого Мамонтовым, — оформление «фиктивного директорства» было связано с тем, что ни деловые партнёры, ни члены семьи Саввы Ивановича не приветствовали его театральную деятельность.
К моменту открытия Частной оперы театральный оркестр состоял из сорока музыкантов (дирижёр — Иосиф Труффи). В хор были приглашены пятьдесят человек. Первыми солистами стали выпускники консерватории Надежда Салина (лирическое сопрано), Татьяна Любатович (меццо-сопрано), Антон Бендлевич (бас), Григорий Ершов (тенор). В качестве декораторов выступали представители Абрамцевского кружка — Коровин, Серов, Врубель, Левитан, Васнецов и другие. Поначалу у них не было специальных мастерских, и художники работали над декорациями в отдельном помещении, снятом Саввой Ивановичем на Первой Мещанской. Стремясь донести до зрителей концепцию своего театра, Мамонтов повсеместно — на афишах, занавесе, программках — размещал афоризм Vita brevis ars longa («Жизнь коротка, искусство вечно»).
Открытие театра состоялось 9 января 1885 года. Зрителям была представлена опера Александра Даргомыжского «Русалка» с декорациями Виктора Васнецова. Пресса отреагировала на первый спектакль с «ироничным недоумением». Газета «Театр и жизнь» отметила после премьеры, что действо, происходившее на сцене, более всего напоминало «характер ученических упражнений». Весьма резкие оценки критиков вызвала и следующая постановка Частной оперы — «Фауст». На повторный спектакль, который намечался к показу 20 января, билеты продать не удалось. Музыкальный критик Семён Кругликов весьма едко назвал оркестр Частной оперы «жиденькой нестройной балалаечкой». Антон Чехов зимой 1885 года писал: «Тип старых бар, заводивших с жиру „собственные“ театры и оркестры, на Руси ещё не вывелся. Раскройте житие железнодорожного барина г. Саввы Мамонтова и вы убедитесь в целости типа».
Несмотря на неудачи первого сезона, Савва Иванович продолжал реализацию своих творческих замыслов. Во втором сезоне Частная опера выступила с новыми премьерами — «Снегурочкой» Римского-Корсакова и «Каменным гостем» Даргомыжского. «Снегурочка» стала тем спектаклем, после которого отношение критиков к мамонтовской труппе начало меняться. Рецензент газеты «Театр и жизнь» (1885, 10 октября) указал, что «такого богатства фантазии, вкуса и роскоши в постановке мы не видели даже в той „Снегурочке“, которая шла в Петербурге на сцене большой оперы».

### Фёдор Шаляпин
Расцвет Частной оперы пришёлся на 1896—1899 годы. В ту пору популярность мамонтовского театра во многом была связана с именем Фёдора Шаляпина. Впервые Савва Иванович увидел Шаляпина в Петербурге, на сцене Панаевского театра. Мамонтов оценил актёрский темперамент молодого и явно неопытного певца и решил пригласить его в свою труппу. Одновременно Савву Ивановича заинтересовала выступавшая на панаевской сцене артистка Надежда Забела, позже ставшая первым сопрано Частной оперы. В 1896 году предприниматель предложил Шаляпину поучаствовать в спектаклях, проходивших в рамках нижегородской выставки. Там никому не известного исполнителя приняли поначалу прохладно — газета «Волгарь» (1896, 20 мая) писала, что «по сцене ходил по временам очень развязный молодой человек, певший что-то про себя». Мамонтов, понимая, какой потенциал заложен в Шаляпине, выделил для него специального концертмейстера, с которым певец занимался тренировкой дыхания и артикуляцией.
После гастролей в Нижнем Новгороде Шаляпин, связанный контрактными обязательствами с Мариинским театром, возвратился в Петербург. Мамонтов, не желая расставаться с артистом, заплатил весьма солидную неустойку конторе императорских театров и вернул Фёдора Ивановича в Частную оперу. Сам певец, считавшийся в прежней труппе «бесперспективным», впоследствии признавался: «Я сразу почувствовал разницу между роскошным кладбищем моего императорского театра с его пышными саркофагами и этим ласковым зелёным полем с простыми душистыми цветами. <…> Не приходили никакие чиновники на сцену, не тыкали пальцем, не морщили бровей». Уже в своём первом сезоне в Москве Шаляпин сыграл Странника в «Рогнеде», Ивана Грозного в «Псковитянке», Возьминского в «Опричнике» и ещё несколько ролей.
В октябре 1897 года Савва Иванович представил труппе нового сотрудника — 24-летнего Сергея Рахманинова, приглашённого в Частную оперу в качестве второго дирижёра. Сергей Васильевич проработал в Мамонтовском театре всего один сезон; кроме того, он согласился потратить летние месяцы на разучивание с артистами партий тех опер, что были намечены к постановке в следующем сезоне. Рахманинов много занимался с Шаляпиным — в частности, разбирал с ним партитуры опер «Юдифь», «Моцарт и Сальери», «Борис Годунов», премьеры которых состоялись осенью 1898 года. По словам музыковеда Веры Россихиной, «Рахманинов довёл музыкально-сценическое развитие Шаляпина до степени профессиональной зрелости».
Шаляпин покинул мамонтовский театр в 1899 году. Савва Иванович и ранее сознавал, что рамки Частной оперы тесны для исполнителя подобного масштаба. Тем не менее меценат долго не реагировал на слухи о переговорах, которые за его спиной вёл с Шаляпиным управляющий Московской конторой Дирекции императорских театров Владимир Теляковский. Однако сама история с уходом артиста показалась Савве Ивановичу оскорбительной: он узнал, что захмелевший певец подписал контракт с Большим театром после весьма обильного застолья, устроенного Теляковским в «Славянском базаре». Вслед за Шаляпиным из Частной оперы ушёл и художник Константин Коровин.

### Мамонтов и Татьяна Любатович
Княгиня Мария Тенишева уже после смерти Мамонтова, в 1920-х годах, писала, что Савва Иванович держал Частную оперу только ради «„подруги жизни“; ради создания ей, безголосой и бесталанной, атмосферы театра и ореола примадонны». «Подругой жизни» на определённом временно́м отрезке называли певицу Татьяну Любатович. Её имя прозвучало и в публикации театрального критика Александра Амфитеатрова «Предтеча демонических женщин», где утверждалось, что «влюблённость Мамонтова в Любатович была главною причиною возникновения в Москве пресловутой Мамонтовской оперы, поглотившей несметные суммы денег, но зато и воспитавшей целое поколение артистов, во главе которого надо назвать самого Шаляпина». Татьяна Любатович, окончившая в 1883 году Московскую консерваторию и стажировавшаяся в Париже у французской оперной певицы Дезире Арто, проработала в мамонтовском театре более десяти сезонов. По оценкам специалистов, у неё было красивое меццо-сопрано среднего регистра. По рекомендации Саввы Ивановича певица индивидуально занималась с итальянским вокалистом и на первых порах довольствовалась небольшими ролями.
Современники характеризовали Татьяну Любатович как человека жизнерадостного и общительного. В её московской квартире, а также на даче в деревне Путятино нередко собирались артисты и художники, там проводились репетиции и отмечались значимые театральные события. Её портреты писали Константин Коровин, Михаил Врубель, Михаил Нестеров. В число тех, кто с неприязнью воспринимал Татьяну и оценивал её поведение как бестактное (например, во время «бисирования» на сцене), входил Валентин Серов. Художник, с отроческих лет испытывавший сыновнее почтение к жене Мамонтова, в этой истории выражал сочувствие Елизавете Григорьевне и, как замечал Евгений Арензон, «разделял общесемейное отношение к певице. Личная неприязнь переходила на оценку её профессиональных достоинств».

### Закрытие театра
- В  театре за 11 сезонов было поставлено 50 русских опер;
- 27 опер были возобновлены после премьер на сценах императорских театров.

Весной 1899 года осложнились отношения Саввы Ивановича с Римским-Корсаковым — тот, побывав на нескольких спектаклях Частной оперы, заявил, что недоволен музыкальной подготовкой отдельных произведений. По словам композитора, Мамонтов «пренебрегает обязательными условиями грамотного исполнения». Меценат откликнулся на претензии весьма дружелюбно, написав Римскому-Корсакову: «Ваши творения я ценю очень высоко… Что же я могу ещё сказать? Будем стараться сделать хорошо». В тот период Савва Иванович уже готовился к новому сезону — вёл переговоры с композитором Василием Калинниковым, пригласил на должность дирижёра Михаила Ипполитова-Иванова. Однако осенью все планы предпринимателя разрушились: 11 сентября он был помещён в Таганскую тюрьму. Сезон 1899/1900 года театр открыл уже под новой вывеской — он стал именоваться Товариществом русской частной оперы. Товарищество, бюджет которого складывался из личных взносов артистов и оркестрантов, просуществовало до 1904 года.
В 1900 году в суд для дачи показаний вызывалась директор театра Клавдия Винтер. Её пояснения касались участия труппы на нижегородской выставке 1896 года. Выступления коллектива оказались убыточными; потери компенсировало министерство финансов, курировавшее культурную программу мероприятия. В последующие сезоны, по утверждению Винтер, Частная опера работала успешно, её доходы неизменно росли. После суда отношение ряда театральных коллег к Мамонтову изменилось. Так, Надежда Забела писала в 1901 году: «К нам повадился ходить теперь Савва Иванович, он стал такой противный, злющий, приходит только, чтобы говорить неприятности. И куда он годится теперь, когда у него нет денег. Это единственное, что его украшало. И я теперь жалею, что назвала своего сына Саввой. Боже сохрани, чтобы он походил на Савву Ивановича». Сын Забелы, родившийся в её браке с Михаилом Врубелем, скончался через два года. Сама певица ушла со сцены.

Да, Мамонтов был большой человек и оказал большое влияние на русское оперное искусство. В некотором отношении влияние Мамонтова было подобно влиянию Станиславского на драму. — Сергей Рахманинов

## Издательские проекты
В 1898 году к Мамонтову обратились представители объединения «Мир искусства» с просьбой материально поддержать готовившийся к выходу одноимённый журнал. Редактор нового издания Сергей Дягилев воспринимался Саввой как человек с тонким художественным вкусом; в то же время меценат ценил его деловую активность. Мамонтов согласился участвовать в финансировании журнала на равных с княгиней Марией Тенишевой (знакомство с которой казалось выгодным ещё и потому, что её муж Вячеслав Тенишев был назначен генеральным комиссаром русского павильона на Всемирной выставке 1900 года в Париже; с этим мероприятием Савва Иванович связывал определённые планы). Александр Бенуа, стоявший у истоков «Мира искусства», изначально предостерегал Дягилева от возможного давления со стороны мецената — в одном из писем знакомым он делился опасениями: «А главное, дай бог устоять ему перед напором Мамонтова, который, хоть и грандиозен и почтенен, но и весьма безвкусен и опасен. Ах, Серёженьке будет много дела!»
Первые номера журнала, заполненные материалами из абрамцевской хроники и проиллюстрированные в основном художниками «мамонтовского круга», не выглядели остро полемичными. Резкая критика в адрес передвижников и живописцев старой формации начала звучать со страниц издания уже после того, как «Мир искусства» лишился финансовой поддержки Саввы Ивановича — отказ мецената выполнять взятые обязательства был связан с его арестом и судом. Впоследствии, воспроизводя раннюю историю журнала, Бенуа писал, что Мамонтов стремился превратить его «в практическое руководство для ремесленных мастерских».
В 1899 году Мамонтов вместе с предпринимателем Саввой Морозовым (и, вероятно, при поддержке министерства финансов Российской империи) решил издавать газету либерально-демократической направленности «Народ». Издание просуществовало недолго — по словам публициста Александра Амфитеатрова, оно «велось неряшливо и бездарно, было лишено всякого политического смысла и литературного интереса, никто его не читал, у публики оно слыло не „Народ“, но „Урод“. Газета быстро умерла, пожрав бесплодно несколько десятков тысяч рублей, данных по приказу Витте известным московским капиталистом Саввою Ивановичем Мамонтовым».
В том же 1899 году Савва Иванович подключился к ещё одному печатному проекту: он подписал соглашение с петербургской газетой «Россия». На её выпуск меценат собрал по подписке 180 000 рублей, а ставший фактическим издателем зять Мамонтова — финансист Матвей Альберт — вложил ещё 120 000. «Россия» как издание либеральной направленности публиковала весьма острые материалы и привлекала внимание цензоров. При этом сам Мамонтов был человеком, далёким от политических групп и партий; более всего в общественной жизни его раздражала бюрократическая волокита, тормозившая многие инициативы предпринимателя, — чиновников он называл «людьми двадцатого числа» (день получения зарплаты). Газета «Россия» просуществовала до 1902 года и была закрыта после фельетона Амфитеатрова «Господа Обмановы», в котором власть усмотрела сатиру на царскую семью. Автор фельетона был отправлен в ссылку

## Архитектурные проекты
Как утверждают исследователи, некоторые идеи Мамонтова «предвосхитили своё время». К примеру, к концепции комплексной застройки, получившей распространение в российском градостроительстве в конце XX столетия, Савва Иванович приблизился ещё на рубеже XIX—XX веков. Весной 1898 года, узнав о конкурсе на перестройку так называемого Челышевского подворья, возведённого более полувека назад на углу Театральной площади и Театрального проезда, предприниматель вместе с компаньонами арендовал на двадцать пять лет целый квартал в центре Москвы. Согласно замыслу Мамонтова, эта территория должна была превратиться в многофункциональный культурный комплекс — с новой гостиницей, театром, выставочными залами, ресторанами, стадионом и другими объектами. К художественному оформлению зданий меценат надеялся привлечь участников Абрамцевского кружка. Средства под реализацию масштабного проекта выделило Петербургское страховое общество. Полностью воплотить идею Савва Иванович, разорившийся после суда, не сумел, но возведение гостиницы «Метрополь» всё-таки состоялось.
Гостиница «Метрополь» представляет собой строение в стиле «модерн». В верхней части фасада разместилось выполненное из майоликовых изразцов мозаичное панно Михаила Врубеля «Принцесса Грёза»; в интерьеры были также включены сюжетные композиции Александра Головина «Орфей», «Поклонение волхвов» и другие. В декоративно-керамический фриз вписан опоясывающий здание мозаичный текст из Фридриха Ницше: «Опять старая история: когда выстроишь дом, то замечаешь, что научился кое-чему».
Во второй половине 1890-х годов по инициативе Мамонтова началась реконструкция Ярославского вокзала. Поводом к модернизации стали прокладка железной дороги до Архангельска и присоединение к ней нескольких линий (Шуйско-Ивановской, Ярославско-Костромской, Александро-Ивановской и других). Северный железнодорожный маршрут во многом определил и характер вокзальных преобразований — в композиции здания нашли отражение связи между Москвой и российскими окраинами. Декоративные украшения из цветной майолики были изготовлены в абрамцевской мастерской; главный вестибюль декорирован пейзажами Константина Коровина, который вместе с Валентином Серовым ездил по предложению Мамонтова на север России. Идеи архитектора Фёдора Шехтеля, проект которого стал основой при реконструкции Ярославского вокзала, и пути развития мамонтовской мастерской на рубеже XIX и XX веков максимально сблизились — они, по утверждению искусствоведа Евгении Кириченко, слились «в один поток архитектуры модерна в России».

Деятельность Шехтеля представляет архитектурную параллель, она рождена той же историко-культурной ситуацией, что и возникновение художественных кружков в усадьбах Абрамцево и Талашкино, Мамонтовская частная опера или Художественный театр в Москве. — Евгения Кириченко
В конце 1890-х годов Мамонтов ездил в Кострому для создания там сети технических училищ — таким образом предприниматель исполнял волю своего наставника Фёдора Чижова, желавшего направить принадлежавший ему «железнодорожный капитал» на развитие родного города. Савва Иванович открыл училища не только в центре губернии, но и в небольших уездных городах — Чухломе, Солигаличе, Кологриве. К этой работе вновь были привлечены члены Абрамцевского кружка (к примеру, Константин Коровин написал для одного из актовых залов картину «Завещание Чижова»). Соединение функциональности и искусства в градостроительных объектах соответствовало принципу Мамонтова: «Надо приучать глаз народа к красивому на улице, в храме, на вокзале». Керамикой из мамонтовской мастерской были украшены арбатские особняки, доходные дома, административные здания Москвы.

## Северный железнодорожный проект (1890-е годы)
Пик деловой активности Саввы Мамонтова пришёлся на 1890-е годы. Время преобразований, в том числе на железной дороге, во многом связано с именем министра финансов Сергея Витте, который имел большой опыт работы в этой отрасли. Витте был сторонником государственного владения железными дорогами. В последнее десятилетие XIX века действовала программа по выкупу частных железных дорог в собственность государства — за время работы Витте на посту министра доля государства во владении железными дорогами выросла с 30 до почти 70 процентов. Одновременно вырабатывались документы, регламентирующие деятельность акционерных компаний, которые занимались железнодорожным строительством.
Кроме того, рост количества дорог требовал модернизации предприятий сопутствующих отраслей. В 1892 году начало складываться взаимодействие Мамонтова и Витте. Министр финансов предложил Савве Ивановичу поддержать реконструкцию ряда заводов; взамен ему были обещаны выгодные концессии на строительство новых железных дорог. Савва приобрёл или взял в аренду несколько предприятий, включая Невский завод, выпускающий паровозы, Николаевский металлургический завод в Иркутске, несколько чугунолитейных и горнодобывающих предприятий в Иркутской губернии, возвёл вагоностроительный завод в Мытищах и другие. Целью и идеей Мамонтова было объединение всей производственной цепочки, создание крупного промышленного и добывающего комплекса. Это позволило бы ему в своих проектах не зависеть от поставщиков и лучше контролировать качество. Савва Мамонтов одним из первых в русском предпринимательстве начал выступать за независимость России от импорта.
Одной из идей Саввы Мамонтова стало строительство Северной магистрали; 2 декабря 1893 года он отправил Витте записку о значимости Русского Севера для страны и важности прокладки Архангельской железной дороги. Уже в начале 1894 года Сергей Витте пригласил Савву и других экспертов по транспортным вопросам в поездку на Кольский полуостров. Целью экспедиции были выбор места для возведения порта на Мурмане и изучение вопроса о прокладке железной дороги через Карелию. Участники маршрута двигались поездом до Вологды, затем перемещались по реке, плыли от Котласа до Архангельска. Осмотрели Соловки, совершили экскурсию вдоль Мурмана. Обратно возвращались через Финляндию в Петербург. В письме жене Савва отзывался о Витте как о деятельном человеке и толковом министре: «Голова его постоянно свежа и работает без устали». В том же 1894 году Мамонтов получил концессию на продление железной дороги от Вологды до Архангельска.
Одной из акций по привлечению интереса общественности к освоению богатств Севера и получению соответствующей государственной поддержки стало участие Саввы Мамонтова во Всероссийской выставке в Нижнем Новгороде в 1896 году. Витте, организовывавший выставку, назначил коммерции советника Савву Мамонтова руководителем отдела «Крайний Север». Работа павильона была призвана познакомить посетителей с потенциальными возможностями региона. Художественное воплощение замысла Саввы осуществил Константин Коровин, съездивший вместе с Серовым вслед за Саввой Ивановичем по северному маршруту и привёзший из творческой экспедиции много этюдов. Коровин подготовил экспозицию в стиле норвежских факторий, написал пейзажные панно «Кит», «Северное сияние», «Лов рыбы», «Охота на моржей».
Комиссия, инспектировавшая подготовку к выставке, обратила внимание на пустые пространства в помещении. Савва решил разместить там горизонтальные панно. Он обратился к Врубелю. Художник подготовил композиции на былинный сюжет «Вольга и Микула» и на историю Эдмона Ростана «Принцесса Грёза». Однако представители Академии художеств забраковали эти произведения. Савва Иванович решился на смелый шаг: он полностью оплатил работу художника и попросил, чтобы Поленов и Коровин дописали панно вместо него. Одновременно на площадке, прилегающей к выставке, Мамонтов построил помещение для демонстрации врубелевских композиций. Над входом в павильон была сделана надпись: «Выставка декоративных панно художника М. А. Врубеля, забракованных жюри императорской Академии художеств». Отрицательные отзывы, появившиеся ещё до начала выставки, пробудили интерес к «декадентскому искусству» Врубеля со стороны посетителей. Особое внимание зрителей (в том числе Николая II) привлёк живой тюлень с Северного Ледовитого океана, обученный «произносить» «Ура!». Это был удачный пиар-ход Мамонтова. При рассмотрении вопроса о потенциале развития Севера император признал его перспективным регионом.
Прокладка этой дороги оказалась первым в России опытом железнодорожного строительства в условиях Крайнего Севера и была сопряжена с серьёзными проблемами. Насыпи размывались, технику засасывало в болота, предприятие испытывало постоянную нехватку рабочей силы — среди болота и тундры отсутствовало население. Часть дороги приходилось временно устраивать на сваях, отсутствовала связь. Несмотря на это, уже в 1898 году было открыто движение на постоянной основе по Вологодско-Архангельской линии. Одновременно прокладывалось несколько небольших дорог: Ярославль — Рыбинск (1898), Москва — Савёлово (1900), Иваново — Вознесенск — Тейково (1896) и другие.
Одной из новаций Саввы Ивановича, применённой при этом строительстве, стало проведение узкоколейки — в условиях Крайнего Севера эта технология использовалась впервые. По расчётам Мамонтова, скорость движения в пути при этом не снизилась, зато строители сэкономили на прокладке путей и облегчённой конструкции вагонов. Внедрение узкоколейки позволило на 20 процентов увеличить грузоперевозки. Для привлечения людей, готовых работать на Севере, Савва возводил жильё для рабочих и специалистов и сооружал железнодорожные объекты. Называя себя «врагом всякой роскоши», Мамонтов одновременно подчёркивал, что «здесь, на дальнем Севере, где цинга и тундра, никаких радостей жизни нет, хорошее жильё — неизбежная, необходимая приманка для хорошего персонала».
На северных объектах Мамонтова строители и железнодорожники получали более высокую зарплату, чем на аналогичных предприятиях в средней полосе России. При прокладке участка Вологда — Архангельск рабочим платили полуторную или двойную зарплату. Инженеры получали 150—200 рублей; жалованье главного инженера составляло 450 рублей. Савва Иванович пытался исключить на своих объектах коррупцию и воровство. Он не только внедрил схемы контроля при исполнении решений, но и ввёл систему материальной заинтересованности специалистов в своевременной сдаче объектов. Инженеры получали премии как за качество работы, так и за «гуманные отношения с рабочими». Придорожные постройки, выполненные под руководством общества Московско-Ярославско-Архангельской железной дороги, отличались оригинальными архитектурными решениями. Протяжённость линии Вологда — Архангельск составила 596 вёрст, 155 саженей. Сметная стоимость превысила 23 000 000 рублей. К моменту открытия на линии было задействовано около 50 паровозов, 30 пассажирских вагонов разных классов, 500 товарных вагонов и грузовых платформ.

## Ревизия и арест
Предприятия, приобретённые Мамонтовым в 1890-х годах в рамках формирования транспортно-промышленного комплекса, нуждались в реконструкции. Их модернизация требовала больших капиталовложений. Летом 1898 года Савва Иванович продал более полутора тысяч акций Московско-Ярославско-Архангельской железной дороги Петербургскому международному банку и получил ссуду под залог векселей и акций, оформленных на людей из его близкого окружения, включая родственников. Менее чем через год выяснилось, что рассчитаться с кредиторами предприниматель не в состоянии. В это же время были выявлены финансовые нарушения и превышение сметы на строительстве Московско-Ярославско-Архангельской железной дороги. Поползшие слухи о финансовых проблемах снизили стоимость акций общества на бирже и привели к недовольству и жалобам акционеров; в том числе на этом основании Министерство финансов инициировало ревизию заводов и железнодорожных объектов Мамонтова.
Проверка выявила, что за счёт железнодорожного общества в период с 1890 по 1898 год финансировалась реконструкция принадлежавших Мамонтову заводов. Подобные финансовые операции были запрещены законом. Савва Иванович и ранее не скрывал, что у него существует «общность касс»; о переводах денег из бюджета одного предприятия в бюджет другого он, как правило, сообщал на заседаниях правления. Однако в ходе ревизии было установлено, что в бухгалтерской отчётности эти операции не всегда фиксировались своевременно; ситуация усугублялась тем, что на руководящих должностях предприятий, входящих в мамонтовскую цепочку, находились его родственники. 30 июля 1899 года правление Саввы Мамонтова вынуждено было подать в отставку. На следующий день было избрано новое правление; председателем стал проводивший проверку чиновник особых поручений Павел Сергеевич Хитрово. В состав нового руководящего органа также вошли в качестве директоров присяжные поверенные Е. Г. Шайкевич и С. Б. Грачёв. Пытаясь спасти положение, Мамонтов начал продавать имущество, но рассчитаться с долгами не успел. 11 сентября 1899 года предприниматель был арестован в своём московском доме. Его обвинили в незаконном изъятии из кассы железной дороги крупной денежной суммы и злоупотреблениях при строительстве линии Вологда — Архангельск; удовлетворения требовали и кредиторы.
После обыска предприниматель в наручниках был доставлен в Таганскую тюрьму. Его имущество описали. Близкие родственники и друзья готовы были собрать назначенную следователем сумму в 763 000 рублей, чтобы Савву Ивановича выпустили под залог, но внезапно выкуп увеличился до пяти миллионов рублей. Столь значительную сумму собрать не удалось. Мамонтов провёл в тюрьме полгода. В одиночной камере он занимался лепкой; надзиратели соглашались выступать в качестве моделей. Весной 1900 года в тюрьму поступило тёплое письмо от представителей Абрамцевского кружка. Со словами поддержки к Мамонтову обратились Поленов, Репин, Антокольский, Серов, Врубель и другие художники. Константин Станиславский отправил Савве Ивановичу записку: «Есть множество людей, которые думают о Вас ежедневно, любуются Вашей духовной бодростью». Валентин Серов, работавший в то время над портретом Николая II, обращался к императору с просьбой об освобождении Мамонтова.
В начале 1900 года предприниматель был освобождён из-под стражи — согласно материалам следственного дела, ему было предписано до суда находиться под домашним арестом. Изменение меры пресечения произошло после рассмотрения следователем медицинского заключения о том, что Мамонтов «страдает болезнями лёгких и сердца». Выйдя из тюрьмы, Савва Иванович, постоянно находившийся под полицейским надзором, поселился в доме в Петропавловском переулке.

## Суд. Речь Плевако
Процесс по делу Мамонтова, обвиняемого в злоупотреблениях в обществе Московско-Ярославско-Архангельской железной дороги, проходил с 23 по 31 июня 1900 года в уголовной палате Московского окружного суда с участием присяжных заседателей. Кроме Саввы Ивановича, на скамье подсудимых находились его брат — потомственный почётный гражданин Николай Мамонтов, сыновья — Сергей и Всеволод Мамонтовы, курский дворянин, один из директоров правления «Общества Московско-Ярославско-Архангельской железной дороги» инженер Константин Арцыбушев и коммерческий директор дороги Михаил Кривошеин.
Ещё до суда Савва Иванович консультировался со своим давним знакомым — юристом Анатолием Кони — по поводу адвоката. С просьбой о защите обратились к Фёдору Плевако, с которым Мамонтов был знако́м с юношеских лет: они вместе учились на юридическом факультете Московского университета. Плевако построил защиту таким образом, чтобы доказать отсутствие в действиях Саввы Ивановича корысти и снять с дела «уголовный характер». Опросы обвиняемых и свидетелей показали, что акционеры знали о субсидировании промышленных предприятий из «железнодорожной кассы» и не протестовали против действий Мамонтова. Свидетели подтверждали, что Мамонтов не участвовал в биржевых сделках, а предпринимательскую деятельность он, как правило, выстраивал с точки зрения общественной пользы. Всего лишь один раз в суде прозвучало имя Сергея Витте — инженер Николай Гарин-Михайловский показал, что в начале 1899 года он по представлению Саввы Ивановича обращался к министру финансов с просьбой о выделении государственного кредита на модернизацию невских заводов, но получил отказ. Между тем реконструкция промышленных предприятий требовала больших капиталовложений, и субсидия со стороны государства помогла бы решить много долгосрочных проблем.
В основе заключительной речи Фёдора Плевако содержался посыл о том, что на скамью подсудимых Мамонтова привела «нездоровая обстановка в русской промышленности». Савву Ивановича решили наказать за деяния, которые при других обстоятельствах могли стать поводом для его «предпринимательского триумфа»:

Я не возношу на пьедестал Савву Ивановича. Он — не герой, не образец. Но я оспариваю обвинение в том, что он умышленный хищник чужого. Ущербы его ошибок — не плоды преступления. Он погиб от нетерпения тех, кто быстро пожинали плоды его удач, но были слабопамятны, когда пошатнулся подсудимый. <…> Вручаю вам судьбу подсудимого. Судите, но отнесите часть беды на дух времени, дух наживы, заставляющий ненавидеть удачных соперников, заставляющий вырывать друг у друга добро. — Фёдор Плевако
30 июня суд присяжных на все вопросы о фактах нецелевого использования средств обвиняемыми ответил утвердительно; на вопросы о виновности — отрицательно. Хотя Мамонтов был оправдан по уголовным обвинениям, в отношении предпринимателя были также поданы и гражданские финансовые иски. 7 июля 1900 года Московский окружной суд признал Савву Ивановича несостоятельным должником, что привело к распродаже его имущества с молотка. Железная дорога и Невский завод были выкуплены государством. Часть акций Мамонтова досталась родственникам Сергея Витте.
Впоследствии современники Саввы Ивановича излагали разные точки зрения на подоплёку мамонтовского дела. По одной из версий, оно было связано с закулисной конкурентной борьбой министра юстиции Николая Муравьёва и Сергея Витте. По другой — успехи «железнодорожного магната» на культурном поприще раздражали его конкурентов: «…он был разорён и опозорен главным образом за своё отступничество от традиций московского купечества». Алексей Лопухин, занимавший в 1899 году пост прокурора Московского окружного суда, утверждал, что стеснённое положение дел предприятий Саввы Ивановича, нехватка финансов, связанные с этим фиктивные операции и переброска денег из кассы в кассу не скрывались им, а происходили «при полной осведомлённости министерств финансов и путей сообщения». Средством выхода из финансового кризиса, переживаемого железнодорожным обществом, стало получение концессии на железнодорожную линию Петербург — Вологда — Вятка. Её предполагаемая коммерческая доходность не вызывала сомнений и вместе с государственными субсидиями должна была решить возникшие проблемы. В том, что по инициативе Витте у Мамонтова была отозвана эта концессия, Лопухин видел крупную интригу.
В целом отношения Витте и Мамонтова прошли через разные этапы. За четыре года до суда именно министр финансов инициировал присвоение Савве Ивановичу звания мануфактур-советника. В 1897 году опять-таки благодаря поддержке Витте Мамонтов получил орден Святого Владимира 4-й степени.
Приговор присяжных был встречен рукоплесканиями. Присутствовавший в зале заседаний Московского окружного суда Максим Горький осенью 1900 года писал Чехову:

Видел я Мамонтова — оригинальная фигура! Мне совсем не кажется, что он жулик по существу своему, а просто он слишком любит красивое и в любви своей — увлёкся.

## После суда
Летом 1900 года, сразу после окончания судебного процесса, Мамонтов отправился на проходившую в Париже Всемирную выставку. В русском отделе среди прочих картин был представлен и портрет Веры Мамонтовой «Девочка с персиками» кисти Серова. На той же экспозиции демонстрировались образцы художественной керамики из мамонтовской гончарной мастерской — майоликовые камины; Савва Иванович получил за них золотую медаль. В число участников мероприятия входил и возглавлявший правительственную делегацию Сергей Витте, с которым предприниматель надеялся встретиться. Однако ни в дни работы выставки, ни позже пообщаться им не довелось. Впоследствии Витте, уже ушедший с государственной службы, издал книгу воспоминаний, в которой отдельную главу посвятил ознакомительной экспедиции на Север в 1894 году. В весьма подробном повествовании автор мемуаров рассказал фактически обо всех участниках поездки — от специалистов в морском деле до журналистов, создававших хронику путешествия. При этом Витте ни разу не упомянул о Мамонтове, который размещался с ним на флагманском пароходе.
Мамонтов, не оставлявший попыток вернуться к активной деятельности, периодически выступал в прессе с предложениями по железнодорожному строительству. К примеру, в 1903 году он выпустил (в соавторстве с инженером А. И. Антоновичем) брошюру «Назревший вопрос», в которой аргументированно, со статистическими выкладками, обосновал необходимость введения железнодорожного маршрута Сибирь — Средняя Азия. В издании «О железнодорожном хозяйстве России» (1909) он стремился доказать экономическое преимущество частного владения железными дорогами над государственным. В 1911 году Савва Иванович представил в министерство путей сообщения проект строительства железной дороги от Костромы до города Калиша. Эти и другие идеи Мамонтова остались нереализованными; ни одно его заявление о концессии не получило одобрения.
После суда предприниматель оказался крупным должником Петербургского международного банка и отдельных кредиторов. Для того, чтобы рассчитаться с долгами, он продал акции чугунолитейных сибирских заводов. В 1902 году в сфере общественного внимания оказался дом Мамонтова на Садовой-Спасской, который был опечатан судебными приставами вскоре после ареста хозяина. Журналист московской газеты сумел проникнуть в закрытый особняк, имевший пятнадцать комнат на первом этаже, одиннадцать — на втором, большой мезонин и зимний сад. По словам корреспондента, дом, долгое время остававшийся бесхозным, напоминал развалины «новейшей Помпеи». В неотапливаемом здании растрескались лепные потолки и мебель; «заиндевели полотна» Васнецова, Серова, Репина, Поленова; на статуях стояли сургучные печати. «Если Мамонтов даже и грешен, — из этого всё-таки не следует, что художественная коллекция, провинившаяся только тем, что с любовью собиралась им, разделила с ним его тяжёлую долю», — отметил журналист. Вскоре начались аукционы — часть мамонтовской коллекции ушла в Третьяковскую галерею, некоторые произведения попали в Русский музей. Отдельные картины Врубеля, Коровина и других художников бесследно исчезли; была распродана музыкальная библиотека Саввы Ивановича. Рояль, на котором учился играть молодой Шаляпин, приобрёл создатель театрального музея Алексей Бахрушин; он же, согласно завещанию Мамонтова, получил значительную часть его архива.
Вырученные от продажи акций и имущества деньги направлялись в депозит суда для покрытия долгов. К февралю 1902 года все претензии кредиторов были полностью удовлетворены. «Биржевые ведомости» (1902, 14 февраля) писали, что «делу Мамонтова наступил конец — факт, которому ввиду существенного влияния, оказанного этим делом на нашу торгово-промышленную жизнь, нельзя не порадоваться. Вместе с тем, однако, <…> не бросается ли в глаза странное несоответствие спокойного, основанного на взаимных уступках финала „мамонтовской эпопеи“ с той шумихой, которая была поднята при её возникновении?»
Перемены произошли и в личной жизни Мамонтовых. После суда Савва Иванович и Елизавета Григорьевна, не оформившие официального развода, стали жить отдельно. Мамонтов поселился в усадьбе за Бутырской тюрьмой. В этот бревенчатый дом он перевёз из Абрамцева гончарную мастерскую, ставшую хозяйственным предприятием. На нём работали по найму полтора десятка человек, которые изготавливали — на заказ или на продажу небольшими партиями — печные изразцы, посудные формы, мелкую бытовую пластику. Из старых друзей Савву Ивановича навещали Поленов, Серов, Васнецов.
В последние годы рядом с Мамонтовым находилась учительница из Торжка Евгения Решетилова — подруга родной сестры Татьяны Любатович. Родственники Саввы Ивановича, негативно воспринимавшие какие бы то ни было упоминания о Любатович, спокойно отреагировали на появление новой спутницы жизни Мамонтова, которая была моложе его на тридцать восемь лет. В конце 1907 года от воспаления лёгких скончалась дочь Мамонтовых — Вера. Вскоре умерла Елизавета Григорьевна. В 1915 году ушёл из жизни сын Мамонтовых — Сергей Саввич. Сам Савва Иванович, простудившись зимой 1918 года, уже не смог подняться. Смерть наступила в марте того же года. Похороны были скромными, гроб с телом мецената перевезли из Москвы в Абрамцево. В газетных некрологах Мамонтова называли «московским Медичи», «Саввой оперным», «последним из могикан».

## Судьбы детей
Судьбы детей Саввы Ивановича и Елизаветы Григорьевны сложились по-разному. Старший сын — Сергей Саввич — окончил Николаевское кавалерийское училище в Петербурге, однако покинул военную службу по состоянию здоровья. Сергей был акционером железнодорожных предприятий, возглавляемых его отцом, занимался литературной деятельностью, публиковался под псевдонимом Матов. Во время Русско-японской войны он работал журналистом на Дальнем Востоке, а в годы Первой мировой войны был военным корреспондентом. В Галиции Сергей Саввич заболел. Скончался в августе 1915 года.
Второй сын — Андрей Саввич, которого в семье называли Дрюша, — был, по утверждению Михаила Врубеля, «много обещавший юноша». Среди проектов, в которых он участвовал, — роспись и подготовка эскизов для Владимирского собора в Киеве. Андрей скончался от отёка лёгких в 1891 году в 22-летнем возрасте. Похоронен в Абрамцеве. Третий сын — Всеволод Саввич, математик по образованию, — написал мемуары «Воспоминания о русских художниках»; эта книга, рассказывающая о Савве Ивановиче и его окружении, стала источником для изучения деятельности Абрамцевского кружка. Всеволод Саввич скончался в 1951 году.
Вера Саввична — героиня картин «Девочка с персиками» и «Алёнушка» — в 1903 году вышла замуж за Александра Самарина, родила троих детей. В декабре 1907 года Савва Иванович сообщил в письме Виктору Васнецову о смерти дочери: «Страшный удар судьбы постиг нашу семью. Дочь Вера Самарина в ночь на сегодня скончалась воспалением лёгких в Москве». Заботу о детях Веры взяла на себя Елизавета Григорьевна Мамонтова, но увидеть их взрослыми не сумела: она пережила дочь только на девять месяцев. Младшая дочь Мамонтовых — Александра Саввична — была хранителем, основателем и первым руководителем музея в Абрамцеве. Она ушла из жизни в 1952 году.

## Оценки деятельности. Память
Прижизненные оценки деятельности Мамонтова варьировались в диапазоне от полного неприятия до признания его заслуг перед обществом. Так, в течение трёх лет, начиная с 1898 года, подконтрольный министру юстиции Николаю Муравьёву еженедельник «Русский труд» разрабатывал тему «мамонтовской Панамы». Редактор издания Сергей Шарапов, иронично называвший Савву Ивановича «давним покровителем муз отечественных и иностранных», в одной из публикаций (1898, 5 сентября) объяснял позицию газеты так: «Мы воюем не против господ Мамонтовых — то же творится и в других акционерных обществах, в самом их основании лежит обман». Крах «железнодорожного магната» вызвал большой резонанс в прессе начала XX века — даже весьма далёкие от экономических проблем издания размещали на своих страницах информацию о растраченных суммах.
Первая мировая война внесла коррективы в оценку деяний Мамонтова. 22 мая 1915 года в газете «Русское слово» появился материал Власа Дорошевича «Русский человек». Автор публикации напомнил, что построенные Саввой Ивановичем Донецкая и Архангельская дороги, ещё недавно воспринимавшиеся современниками как «убыточные, бессмысленные предприятия зарвавшегося купца», оказались артериями, питающими страну. Дорошевич, в частности, отмечал:

Два колодца, в которые очень многие плевались, пригодились. Интересно, что и Донецкой, и Архангельской дорогами мы обязаны одному и тому же человеку. «Мечтателю» и «Затейнику». <…> И вот теперь мы живём благодаря двум мамонтовским затеям. Бесполезное оказалось необходимым. Построить две железные дороги, которые оказались родине самым необходимым в самую трудную годину. Это тот самый Мамонтов, которого разорили, которого держали в «Каменщиках», которого судили.
После Октябрьской социалистической революции вновь произошла переоценка деятельности Мамонтова. В музеях появились путеводители, рассказывающие о становлении транспортной сети в стране, — в них своеобразной иллюстрацией, показывающей эксплуататорские качества Саввы Ивановича, служило написанное ещё в 1864 году стихотворение Николая Некрасова «Железная дорога» («Мы надрывались под зноем, под холодом, / С вечно согнутой спиной, / Жили в землянках, боролися с голодом, / Мёрзли и мокли, болели цингой»). Слово «меценат» приобрело — применительно к Мамонтову — отрицательный оттенок. Любые упоминания о его культурных или промышленных проектах сопровождались критическими комментариями. В 1928 году было объявлено о выходе посвящённой Мамонтову книги искусствоведа Виктора Лобанова, однако это издание так и не увидело свет.
Негативный контекст по отношению к Мамонтову начал исчезать после войны. Так, летом 1945 года в Государственном центральном музее музыкальной культуры состоялся вечер памяти Саввы Ивановича. Открывший мероприятие искусствовед Абрам Эфрос, в частности, сказал: «Вспоминая о Мамонтове, невольно вспоминаешь молодого Шаляпина, другие выдающиеся имена. Вычеркните из их жизни С. И. Мамонтова, Абрамцево, дом на Садовой-Спасской, гончарную мастерскую у Бутырской заставы — и вы вычеркнете из жизни очень большие и серьёзные вещи». В послевоенный период по инициативе Игоря Грабаря началось восстановление абрамцевского музея (на его территории с 1932 года размещались дом отдыха, а затем госпиталь). В 1950 году сын Мамонтова, Всеволод Саввич, издал книгу об отце, содержавшую отрывки из воспоминаний Константина Станиславского, Виктора Васнецова и других людей из «мамонтовского круга».
Мамонтов как меценат долгое время оставался вне сферы внимания системных исследований — это было связано с тем, что после 1917 года сама тема благотворительности находилась за рамками актуальных проблем советского общества. С конца 1980-х годов интерес к меценатам и коллекционерам стал возрастать — в итоге появился большой ряд работ и статей, в которых показывалась роль российского купечества, в том числе Саввы Мамонтова, в развитии благотворительного движения. В XXI веке при анализе деятельности Мамонтова упоминается, что его представление о будущем России частично перекликалось со взглядами Петра Столыпина; при этом уточняется, что ни о какой «геополитической прозорливости» Саввы Ивановича речь не идёт:

Скорее всего, он действовал, исходя из своей интуиции и обыкновенной логики. Как нельзя все яйца складывать в одну корзину, так и было неразумно все жизненно важные транспортные артерии государства ориентировать только в западном направлении. <…> В случае возникновения военного конфликта, как пророчески предупреждал Мамонтов, пути, ведущие на запад, окажутся за линией фронта. Именно так и произошло в период Первой мировой войны.

## Комментарии
1. 1 2 3  Данные о дате рождения Саввы Мамонтова у исследователей разнятся. Александр Боханов и Владислав Бахревский называют 2 октября, Марк Копшицер — 3 октября, Евгений Арензон — 4 октября 1841 года[4][5][6][7]. В то же время в издании  АН СССР приводится выписка из метрической книги Вознесенской церкви (Ялуторовск, Тобольская губерния): «Сего 1841 года, месяца октября… записан Савва, рождённый второго и крещённый девятого числа означенного месяца. Родители: в городе купец Иван Фёдоров Мамонтов, законная жена Мария Тихоновна, оба вероисповедания православного…»[8]. Исследователь Михаил Некрасов отмечает, что в своих воспоминаниях Савва Иванович указывал датой рождения 3-е октября, его отец тоже поздравлял в письмах Савву с рождением 3-го числа. Некрасов высказывает предположение, что Савва родился «в ночь со 2-го на 3-е»[9].
2. ↑  Вхождение в когорту крупнейших винных откупщиков России не означало появление безусловного авторитета в обществе: в сатирических журналах того времени откупщик порой изображался как «толстобрюхий купчина», который, сидя на винной бочке, спаивал людей алкоголем. Тем не менее в середине XIX века почти половина доходной части российского бюджета формировалась за счёт виноторговли. По статистике 1859—1863 годов совокупный годовой откуп, причитавшийся к уплате откупщиками («всего 216 лиц») в казну, составлял чуть менее 128 миллионов рублей. Список десятка крупнейших откупщиков страны открывал Бенардаки с ежегодными выплатами в казну более 19 000 000 рублей (его состояние оценивалось примерно в такую же сумму). Иван Фёдорович Мамонтов находился на седьмой строчке с обязательными выплатами в 3 504 357 рублей в год (его родной брат Николай Фёдорович занимал следующую строку с выплатами в 2 767 669 рублей). Исследователи делают разные выводы о доходности винного откупа в указанный период, отмечая, что определить, сколько реально наживали откупщики, вообще невозможно (кроме официально зафиксированных сумм, говорится о распространённом утаивании доходов). Согласно официальным данным, выручка откупщиков в среднем превышала выплаты в казну в 1,4—1,7 раза, а расходы на обслуживание откупа составляли около половины от полученного дохода. В. А. Кокорев, уплачивавший в казну 3 756 685 рублей в год, утверждал, что за восемь лет откупа (с 1847 по 1855 год) заработал пять миллионов рублей; такой доход он называл «умеренным»[13][14][15].
3. ↑  Мамонтов, как правило, называл свою труппу именами директоров, отвечавших в разное время за административную сферу в театре. Так, первые афиши возвещали о скором открытии «Русского частного оперного театра Н. С. Кроткова». Позже он именовался Театром Винтер. В 1899 году был назван Товариществом русской частной оперы[109][110].
4. ↑   Сумма исков кредиторов составляла 2 330 000 рублей (1 400 000 из которых требовал Международный банк). Претензии к Мамонтову были также у государства (Управления казённых железных дорог), акционеров Общества Московско-Ярославско-Архангельской железной дороги и у дворянина В. В. Третьякова. Имущество Саввы Ивановича оценивалось (согласно составленному им балансу) примерно в 2 660 000 рублей[172][173][174][175]. В феврале 1902 года дело о несостоятельности было прекращено ввиду урегулирования всех претензий[176][177].
5. ↑  Понятие «мамонтовская Панама» имеет отсылку к скандалу при строительстве Панамского канала, когда было выявлено нецелевое расходование средств акционеров. Одним из фигурантов дела был дипломат и предприниматель Фердинанд Лессепс. Он предстал перед судом и был оправдан[202].

## Рекомендованная литература
- Белоглазова Н. М. Абрамцево. Альбом / Редактор Д. М. Ладыгина. — М.: Советская Россия, 1988.
- Думова Н. Московские меценаты. — М.: Молодая гвардия, 1992. — 336 с. — ISBN 5-235-01311-5.
- Коган Д. З. Мамонтовский кружок. — М.: Изобразительное искусство, 1990. — 220 с.
- Кушнарёв А.А. Савва Мамонтов: «Геополитический прозорливец». – М.: Майор, 2020. – 192 c. ISBN 978-5-98551-232-8.
- Мамонтов С. И. О железнодорожном хозяйстве России. — М.: типо-лит. т-ва И. Н. Кушнерев и К°, 1909. — 35 с.
- Мамонтов В. С. Воспоминания о русских художниках. — М.: Искусство, 1950. — 76 с.
- Мигулин П. П. Русский государственный кредит, том III, выпуск 3. Железнодорожные займы и железнодорожная политика (1893—1902 гг.). — Харьков: Типо-Литография «Печатное дело» кн. К. Н. Гагарина, 1903. — 798 с.
- Шаляпин Ф. И. Маска и душа. Мои сорок лет в театрах. — М.: Союзтеатр, 1989. — 320 с. — (Московские меценаты).
- Савва Иванович Мамонтов – русский промышленник, потомственный почетный гражданин, купец 1-й гильдии, действительный статский советник, коммерции советник, знаменитый промышленник и меценат,…